# Амбистома Бишопа
Амбистома Бишопа (лат. Ambystoma bishopi) — вид хвостатых земноводных из семейства амбистом. Название дано в честь американского герпетолога Шермана Бишопа.

## Описание
Общая длина  колеблется от  40 до 50 мм. Самки крупнее самцов. Голова длинная с конической мордой. Присутствует сошник. Зубы равномерно расположены в два ряда. Кожа на спине и брюхе гладкая, на боках между подмышечной впадиной и пахом морщинистая. Сверху раскраска с тонкими серыми линиями, образующими сетчатый узор на коричневато-чёрном фоне. Брюхо тёмное с редкими белыми крапинками. Хвост уплощен сзади и короче длины головы и тела. Эта амбистома внешне похожа на cетчатую амбистому, но последняя имеет более матовый спинной рисунок и более крупные белые пятна на брюхе.

## Образ жизни
Населяет сезонно влажные сосновые леса и сосновые саванны, где почва представляет собой заиленный песок, что приводит к сезонным прудам и повышенной влажности. Является роющим видом и живёт в норах среди опавших листьев.

## Размножение
Размножение начинается с приходом дождей в октябре. Яйца, в количестве до 225 штук, откладываются в небольших углублениях под травянистой растительностью или опавшими листьями, у основания пней, нор раков и других скрытых местах возле прудов. Примерно через три недели личинки готовы к вылуплению, но не делают этого, пока не будут затоплены водой. Личинки ведут ночной образ жизни, днём прячутся в опавших листьях. Метаморфоз обычно происходит весной, после чего зрелые особи перемещаются в более высокие горные районы вдали от воды, где живут до сезона размножения. В зависимости от условий личинкам требуется от 11 до 18 недель до полного метаморфоза.

## Распространение
Является эндемиком Юго-Востока США.